# Јохан Хајнрих Песталоци
Јохан Хајнрих Песталоци (Цирих, 12. јануар 1746 — Бруг, 17. фебруар 1827) био је швајцарски педагог и реформатор образовања. Као и његови претходници, Коменски и Русо, и Песталоци је сматрао да рјешење супротности и сиромаштва у друштву треба тражити у добром образовању.
Песталоци је сматрао да дијете треба да учи крећући се „од лакшег ка тежем“: учење почиње посматрањем, наставља се развојем свијести, да би се финализирало кроз говор, мјерење, цртање, писање ријечи и бројева и рачунање. Сматрао је да дјеци не треба пружати готова знања него прилику да сама сазнају кроз личну активност. Требало би да развој интелектуалних способности буде предмет само једног дијела образовања, а прави циљ треба да буде цио, „моралан човјек“; моралан човјек чини добро и воли, његови поступци се темеље на вјери и оставља своју себичност по страни кад год је то могуће. Морал особа мора изградити сама.

## Детињство, младост и каријера
Јоханов отац је умро кад је он имао само пет година и подигле су га мајка, старија сестра и кућна помоћница. Уписао се у основну школу кад је имао девет година. Због своје склоности ка сањарењу није био добар ученик, али је ипак успео да се упише на студије Универзитета у Цириху. На универзитету се упознао са Лаватером и реформском партијом, па је тај најранији дио живота провео трагајући за начинима да побољша живот људи.
Међутим, после смрти свог пријатеља Блунтшлија, Песталоци је престао да се бави политиком. Напустивши студије теологије и права, окренуо се пољопривреди. Године 1767, кад је имао 23 године, и поред великог опирања својих родитеља, оженио се Аном Шултес, девет година старијом од себе, коју је знао из дјетињства.

## Нојхоф
Године 1769. Песталоци и његова супруга су купили око 20 хектара земљишта у селу Бир у Аргауу, око 25 km од Цириха, да би на њему саградио имање и дао му име „Нојхоф“ (Нова фарма). Не имајући искуства са пољопривредом, Песталоци се ускоро окренуо ка сточарству, али ни са тим није имао много успјеха као ни са покушајем обраде памука, те је цијели пројекат пропао. Након тога је покушао да направи установу за борбу против сиромаштва, али након што је и тај покушај пропао, трошкове је морао да отплати тако што је распродао све купљено земљиште и потпуно банкротирао 1780. године.

## Почетак књижевног стваралаштва
Извјесни спас Песталоцију и његовом финансијском стању је дошао кад га је његов пријатељ, државни службеник у Берну, Исак Изелин охрабрио да почне да пише и посвети се објављивању књига. Наредних осамнаест година, од 1780. до 1798. године, Песталоци је постигао завидан успјех у писању – објавио је најприје, већ 1780. године, збирку афоризама и личних погледа, „Вечерњи часови једног пустињака“, која је била проткана Русоовим идејама и његовим мислима о принципима васпитања, а затим, сљедеће године, своје најпознатије дјело „Линхард и Гертруда“, које говори о реформама – прво домаћинства а затим и цијелог села, захваљујући доброј и посвећеној домаћици Гертруди. Дјело је стекло заинтересованост у Њемачкој, и Песталоцијево име се прочуло. Услиједило је писање књига „Über Gesetzgebung und Kindermord“, „Nachforschungen“ и, 1791. године, „Басне“. У овом периоду је писао и бројне текстове који су представљали својеврсни осврт на Француску револуцију и услове у Швајцарској.

## Штанс
Након француске инвазије и освајања Швајцарске, Песталоцију је повјерено управљање домом за дјецу без родитеља у Штансу. Сматрао је да коначно може да оствари своје планове за реформу народног образовања. Међутим, након нешто више од пола године установа је затворена да би на њеном мјесту била основана болница, а Песталоци је остао без посла. Резигниран, своје искуство и рад у дому је описао у дјелу „Brief an einen Freund über meinen Aufenthalt in Stans“, које се сматра једним од најзначајнијих Песталоцијевих дјела о педагогији и једно од најзначајнијих педагошких дјела уопште. Поред значајног дјела, рад у дому за дјецу без родитеља је такође довео до велике Песталоцијеве одлуке – да се у животу посвети образовању. Прилику за то је добио у Бургдорфу, као наставник. Недуго послије тога је био у стању да оствари своју идеју о напредној школи повезаној са установом за обучавање наставника. Остваривши сарадњу са неколицином утицајних образовних радника, Песталоци је започео свој рад на новој врсти образовања.

## Како Гертруда учи своју дјецу
Године 1801. Песталоци је изложио своје идеје о образовању у књизи „Како Гертруда учи своју дјецу“. Сматрао је да дијете треба да учи крећући се „од лакшег ка тежем“, и да дјеци не треба пружати готова знања него прилику да сама сазнају кроз личну активност. Циљ образовања треба да буде цио човјек — интелектуалне способности би требало да буду само један дио образовања. Учење започиње посматрањем, наставља се развојем свијести, да би се финализирало кроз говор, мјерење, цртање, писање ријечи и бројева и рачунање. Овај рад је бацио Песталоција у нове висине у педагошким круговима, у којима је остварио сарадњу са бројним европским стручњацима који су долазили у Бургдорф да се са њим упознају.
По новом уставу („Mediationsverfassung“) старе швајцарске грађевине из времена претходне швајцарске федерације су доживјеле реконструкцију а бургдорфска тврђава је постављена под контролу Берна, као канцеларија за високог цивилног представника. Тако је Песталоци морао да напусти тврђаву и средином 1804. године започне изградњу института у Ивердону, у француском говорном подручју Швајцарске, у новоформираном кантону Ваду, на Нешателском језеру.

## Ивердон
Године у Ивердону су биле вјероватно најплодније године у Песталоцијевом раду. Бројни касније утицајни педагози су долазили у Песталоцијеву школу, попут Фридриха Фребела, а изузетно су га цијенили и Вилхелм фон Хумболт и Готлиб Фихте. Међу његове ученике се још убрајају Алан Кардек, Чарлс Бадам, Карл Ритер, Едвард Зелер и бројни други. У овом периоду је написао треће издање књиге „Линхард и Гертруда“, затим политичке списе „An die Unschuld“, бројне списе у сарадњи са својим колегама и своје дјело „Rede an mein Haus“.
Песталоци је увијек поредио човјека са дрветом: дух дрвета је концентрисан у његовом сјемену, коријење и гране се шире, расту лишће и плодови, а његова унутрашња природа се никад не мијења нити губи. Тако он примјењује ову теорију на дух људског бића, које је у почетку спрегнуто животињским инстинктима али се доцније развија у комплетно људско биће чијим постојањем управљају љубав и вјера. Пређубрено или пресуво тле може укочити развој дрвета, а плодно тло може подстаћи његов раст, али не може образовати његову природу. Слично, људски дух не креира његова околина, него га само подржава и потпомаже у развоју. Песталоци, заиста, увиђа ограничење своје метафоре – човјек је животиња али није животиња, „то је организам са биолошком маском у коме живи божанско биће“. За разлику од дрвета, које од зиме и вјетра, или лошег и доброг тла не може побјећи, човјек је слободан и може сам одлучити у којој мјери ће прихватати или одолијевати спољашњим утицајима.

### Школа
Током часова ученици су били подијељени у групе. Они који су показивали изузетну умјешност или знање су помагали другим ученицима у разреду. Часови су трајали дуго, и било их је око 60 седмично, што је отприлике дупло више него што је данас обичај у Европи. Учили су се математика (рачун и алгебра), геометрија, цртање, географија, историја, њемачки и француски језик, вјеронаука, природне науке (физика, хемија, зоологија и ботаника), латински језик, гимнастика, музичко образовање, библиотекарство и писање. Школа је била експериментална и дјеца су у одређеним периодима дана имала времена за слободне активности и самостално учење.
Песталоци је у овој школи добио надимак „Тата Песталоци“ – био је управник и ментор у школи, надгледао рад наставника и тражио седмичне извјештаје о напретку, бавио се писањем и дочекивао бројне госте школе, као и родитеље ученика. С поносом је представљао свој и рад својих сарадника у школи. Бројни принципи процјењивања напретка ученика који су се појавили у то вријеме, попут спровођења тестова, давања оцјена или писања извјештаја, нису постојали у овој школи. Песталоци је сматрао да дјеца не треба да се упоређују једно са другим, и да способности дјетета треба да процјењује оно само, по сопственим мјерилима.
Најмлађи узраст дјеце која су могла бити примљена у школу био је узраст од 7 година, а најстарији од 11. Она су остајала у школи до своје 15. године, а могла су остати и дуже у тзв. „семинаристену“.
Организоване шетње по природи представљале су важан дио Песталоцијеве школе. Трајале су и по неколико недеља, а ишло се у Алпе и сусједне земље. Прије шетње, читане су мапе, учено је о знаменитим мјестима која ће се посјетити и припремана опрема потребна за пут. Напољу су се посматрале биљке и животиње, о којима се учило и цртало. Као важан елемент у учењу, Песталоци је сматрао баштованство и кућне послове. Ученици су учили како да користе алате, помагали у прављењу часовника и плетењу, коричењу књига итд.

### Крај школе
Како је Песталоци постајао све старији и старији, почело се постављати питање ко ће бити његов насљедник. Два најозбиљнија кандидата били су Јосеф Шмит (1785—1851) и Јоханес Нидерер (1779—1843). Године 1810. Нидерер и Шмит су се жестоко супротставили један другом током засједања наставног вијећа, што је проузроковало да Шмит и још неколико наставника напусте школу. Нидерер није, међутим, био способан да води рачуна о финансијским и практичним аспектима школе, те је на крају био приморан да позове Шмита да се врати. Шмит је, вративши се, увео жестоке реформе: скоро половина наставника је отпуштена, бројне радионице затворене, и рад школе су морали да спроводе преостали наставници. Ово је допринијело да Шмита бројни сарадници замрзе и да школа изгуби на репутацији. Сам Песталоци се трудио да помири посвађане наставнике, али је било узалуд.
Око 1815. године његова супруга, Ана, је преминула и сахрањена на гробљу у Ивердону.
Године 1816. 16 наставника је напустило школу, а 1817. Нидерер је за вријеме мисе у цркви зауставио предавање и оптужио Песталоција лично за неколико проблема. Након тога, школа је била пред својим крајем. Нидерер је оптужио Песталоција да му дугује велики новац, а Песталоци је сматрао да је ствар обрнута. Иако је на крају суд пресудио у корист Песталоција, Нидерер је настављао са спором и суђењима за различите ствари, док није успио да протјера Шмита из области, те се овај повукао у Париз гдје је покушао да спроведе у дјело Песталоцијеве идеје.

## Крај живота
Након што је Шмит напустио школу, године 1825. Песталоци се повукао у Нојхоф, мјесто свог рођења, скупа са четири своја ученика. У овом тренутку је поново дошао на мисао да образује дом за сиромашне, и започео његову градњу са својим унуком Готлибом. Овде у Нојхофу је завршио своје посљедње велико дјело, „Лабудова пјесма“, које се састоји од два дијела: личне аутобиографије и потпуног описа Песталоцијеве теорије образовања. Издавач, међутим, није желио да објави дијелове аутобиографије који су се тицали Песталоцијевог спора са Нидерером, те их је морао објавити посебно, у дјелу под називом „Meine Lebensschicksale als Vorsteher meiner Erziehungsanstalt in Burgdorf und Iferten“ (Судбина мог живота као управитеља моје реномиране школе у Бургдорфу и Ивердону).
Песталоци није доживио почетак рада дома за сиромашне који је градио. 17. фебруара 1827. године, преминуо је у Бругу, а сахрањен је у Биру, поред зида једне школе. Аугустин Келер је написала епитаф на његовом гробу:
| оригинал | директан превод |
| --- | --- |
| -{ Retter der Armen im Neuhof, Prediger des Volkes in Lienhard und Gertrud, Zu Stans Vater der Waisen, Zu Burgdorf und Münchenbuchsee Gründer der neuen Volksschule, Zu Iferten Erzieher der Menschheit, Mensch, Christ, Bürger, Alles für Andere, für sich Nichts. Segen seinem Namen! }- | Спасилац сиромашних у Нојхофу, Проповједник људима у Линхарду и Гертруди, Отац сирочади у Штансу, У Бургдорфу и Минхенбуксеу, Оснивач нове народне школе, У Ивердону учитељ људског рода, Човјек, хришћанин, грађанин, Све за друге, ништа за себе. Благословено нека је његово име! |

## Утицаји
Како је сам рекао, његов животни рад није лежао у Бургдорфу нити у Ивердону, него на принципима образовања које је примјењивао, развоју његових учења, образовању цијелог човјека, чега је све дао сопствени примјер. Песталоци је оставио дубок утицај на све гране образовања, а његове методе рада се и данас високо цијене и користе.
Његове идеје су оставиле знатан утицај на модерно образовање. Хербарт и Фребел су надопунили Песталоцијев рад, први развојем педагошке психологије, други развојем система вртића. Његова теорија је у знатној мјери спроведена у Пруским школским системима, у Америку их је пренио један од Песталоцијевих сарадника, Јосеф Неф, који је 1808. године отворио школу у Филаделфији, а касније предавао у Индијани. Хорас Ман је био под његовим утицајем, као и покрет „Освего“, који је имао огроман утицај на амерички систем школовања.
Сам Песталоци је био под великим Русоовим утицајем. То се нарочито одразило на његов став према религији, који је доста одступао од догматских становишта какве је проповиједала калвинистичка црква којој је припадао. Иако је и даље вјеровао у Бога као биће изван срца људи а које и даље дјелује на њих, његово схватање Бога је било доста рационалније. Избјегавао је да улази у расправе да ли је Исус Христ био Бог или не. Сви његови списи указују да је Христа сматрао божански савршеним човјеком, у којем је светост, какву човјек теоријски може постићи, доведена до савршенства. Христ је био Песталоцијев модел кроз сав његов рад, примјере и учења.
Сав Песталоцијев рад је објављен у Штутгарту 1819. године, под насловом „Pestalozzi: Sämtliche Werke“ (Песталоци: цјелокупан рад), затим поново 1826. а Сејфартово издање је објављено 1881. године у Берлину.